# Brian Wiseman
Brian M. Wiseman (* 13. Juli 1971 in Chatham, Ontario) ist ein ehemaliger kanadischer Eishockeyspieler und derzeitiger -trainer, der im Verlauf seiner aktiven Karriere zwischen 1990 und 2000 unter anderem 404 Spiele für die Chicago Wolves und Houston Aeros in der International Hockey League (IHL) auf der Position des Centers bestritten hat. Mit den Houston Aeros gewann Wiseman im Jahr 1999 den Turner Cup. Zudem absolvierte er drei Partien für die Toronto Maple Leafs in der National Hockey League (NHL). Im Anschluss an sein Karriereende begann Wiseman als Trainer zu arbeiten.

## Karriere
Wiseman spielte bis zu seinem 19. Geburtstag in den unterklassigen Juniorenligen seiner Heimatprovinz Ontario, ehe er als kanadischer Juniorenspieler den eher ungewöhnlichen Weg beging und ab dem Sommer 1990 mit der University of Michigan eine US-amerikanische Universität besuchte. Neben seinem vierjährigen Studium dort spielte der Stürmer parallel für das Eishockeyteam der Universität, die Michigan Wolverines. Der Kanadier verbrachte vier erfolgreiche Spielzeiten mit den Wolverines in der Central Collegiate Hockey Association (CCHA), einer Division im Spielbetrieb der National Collegiate Athletic Association (NCAA). Zweimal errang er mit der Mannschaft den Divisionstitel der CCHA und wurde sowohl in zahlreiche Auswahlmannschaften der CCHA sowie NCAA berufen als auch im Jahr 1991 als Rookie of the Year der CCHA ausgezeichnet. In der Folge seiner ersten Collegesaison wurde der Offensivspieler im NHL Entry Draft 1991 in der zwölften Runde an 257. Position von den New York Rangers aus der National Hockey League (NHL) ausgewählt. Im Jahr 1994 war Wiseman, nachdem er in 40 Saisonspielen insgesamt 69 Scorerpunkte gesammelt hatte, einer der zehn Finalisten für den Hobey Baker Memorial Award, die Auszeichnung für den besten Collegespieler des Jahres.
Trotz der guten Leistungen Wisemans verzichteten die New York Rangers nach der Beendigung des Studiums auf eine Verpflichtung. Der Free Agent wurde daher im Sommer 1994 von den Chicago Wolves aus der International Hockey League (IHL) verpflichtet und wechselte damit in den Profibereich. Der Center verblieb zwei Spielzeiten bei den Wolves und konnte dabei mit 72 sowie 88 Scorerpunkten derart beeindrucken, dass er im August 1996 ein Vertragsangebot der Toronto Maple Leafs aus der NHL erhielt. Zwar stand Wiseman den Großteil der Saison 1996/97 im Kader von Torontos Farmteam, den St. John’s Maple Leafs, aus der American Hockey League (AHL) und war drittbester Scorer der Liga, jedoch kam er auch zu drei Einsätzen für die Maple Leafs. Das Management Torontos zeigte aber danach kein Interesse an einer weiteren Verpflichtung, wodurch der Kanadier im August 1997 auf Basis eines Vertrags mit den Houston Aeros in die IHL zurückkehrte. Nachdem er am Ende der Spielzeit 1997/98 im First All-Star Team der Liga gestanden hatte, absolvierte er in der folgenden Saison sein bestes Karrierejahr. Neben der erneuten Wahl ins First All-Star Team wurde er mit der Leo P. Lamoureux Memorial Trophy als punktbesten Spieler der regulären Saison und der James Gatschene Memorial Trophy als wertvollster Spieler ausgezeichnet. Darüber hinaus gewann er mit den Aeros am Ende der Playoffs den Turner Cup. Folglich erhielt Wiseman im Sommer 1999 abermals einen Vertrag bei den Toronto Maple Leafs, bestritt die gesamte Millenniumssaison 1999/2000 aber weiterhin bei den Houston Aeros. An die Leistungen des Vorjahres konnte er nicht anknüpfen und zog sich im Verlauf der IHL-Playoffs 2000 ein derart schweres Schädel-Hirn-Trauma zu, sodass er die gesamte folgende Saison kein Spiel absolvierte und bereits im Alter von 30 Jahren seine aktive Karriere beenden musste.
Bereits während seiner Verletzungspause in der Spielzeit 2000/01 arbeitete Wiseman als Manager of Hockey Administration an seiner Alma Mater, der University of Michigan. Diese Position füllte er auch nach seinem Rücktritt in der Saison 2001/02 aus und wurde im Sommer 2002 von den Dallas Stars aus der NHL als Videoanalyst angestellt. In der Spielzeit 2003/04 fungierte er als Assistenztrainer an der Princeton University, ehe er sich eine insgesamt siebenjährige Auszeit nahm und währenddessen im Jahr 2007 in die Chatham Sports Hall of Fame seiner Geburtsstadt aufgenommen wurde. Zur Spielzeit 2010/11 wurde der Kanadier als Assistenztrainer von seinem Ex-Team Houston Aeros verpflichtet, das inzwischen im Spielbetrieb der AHL beheimatet war. Bereits nach einer Saison verließ er die Aeros aber und kehrte an die University of Michigan zurück, wo er insgesamt acht Jahre als Assistenztrainer junge, talentierte Spieler an den Profibereich heranführte. Im Sommer 2019 wurde Wiseman von den Edmonton Oilers aus der NHL unter Vertrag genommen. Dort war er drei Jahre lang als Assistenztrainer angestellt, ehe er Anfang Juli 2022 vom Ligakonkurrenten New York Islanders in gleicher Funktion verpflichtet wurde. Wenige Wochen später wurde das Arbeitsverhältnis jedoch wieder aufgelöst und der Ex-Spieler wurde im August als Assistenztrainer bei den San Jose Sharks vorgestellt.

## Erfolge und Auszeichnungen
| - 1991 CCHA Rookie of the Year - 1991 CCHA All-Rookie Team - 1992 CCHA-Meisterschaft mit der University of Michigan - 1994 CCHA-Meisterschaft mit der University of Michigan - 1994 CCHA First All-Star Team - 1994 NCAA West First All-American Team - 1997 Teilnahme am AHL All-Star Classic | - 1998 IHL First All-Star Team - 1999 Turner-Cup-Gewinn mit den Houston Aeros - 1999 Leo P. Lamoureux Memorial Trophy - 1999 James Gatschene Memorial Trophy - 1999 IHL First All-Star Team - 2007 Aufnahme in Chatham Sports Hall of Fame |

## Karrierestatistik
(Legende zur Spielerstatistik: Sp oder GP = absolvierte Spiele; T oder G = erzielte Tore; V oder A = erzielte Assists; Pkt oder Pts = erzielte Scorerpunkte; SM oder PIM = erhaltene Strafminuten; +/− = Plus/Minus-Bilanz; PP = erzielte Überzahltore; SH = erzielte Unterzahltore; GW = erzielte Siegtore; 1 Play-downs/Relegation; Kursiv: Statistik nicht vollständig)